# Serra Azul (Mateus Leme)
Serra Azul é um distrito do município brasileiro de Mateus Leme, no estado de Minas Gerais. Segundo o censo demográfico de 2022, realizado pelo Instituto Brasileiro de Geografia e Estatística (IBGE), sua população era de 3 823 habitantes e havia 1 459 domicílios particulares permanentes ocupados. Possui área de 115,25 km² conforme a Fundação João Pinheiro (FJP).
De acordo com o IBGE, em 2010 a população era de 3 366 habitantes e havia 1 675 domicílios particulares.
Foi criado pela lei municipal nº 9 de 15 de abril de 1902. Pelo decreto-lei estadual nº 148 de 17 de dezembro de 1938, passou a figurar em Mateus Leme, com a emancipação da cidade. Na ocasião figurava com o nome de Serra Azul. Sua denominação foi alterada para Boturobi pela lei estadual nº 1.058 de 31 de dezembro de 1943, contudo o nome Serra Azul foi restabelecido pela lei nº 1.039 de 12 de dezembro de 1953.